# 板垣竜太
板垣 竜太（いたがき りゅうた、1972年12月11日 - ）は、日本の歴史学者。専門は朝鮮史、朝鮮近現代史、植民地期朝鮮の社会構造。同志社大学社会学部教授。

## 略歴
- 1995年 - 東京大学教養学部教養学科文化人類学コース卒業
- 2003年 - 東京大学大学院総合文化研究科超域文化科学専攻博士後期課程単位取得満期退学
- 2003年 - 東京大学大学院人文社会系研究科韓国朝鮮文化研究専攻助手
- 2004年 - 同志社大学文学部社会学科専任講師
- 2005年 - 同志社大学社会学部社会学科専任講師
- 2006年 - 東京大学博士（学術）、論文名は「朝鮮の地域社会における植民地経験 : 慶北尚州の歴史民族誌(Colonial experience in Korean local society : a historical ethnography of Sangju, Kyeong-buk) 」。
- 2008年 - 同准教授
- 2014年 - 同教授[1]

## 言論活動

### ディジタル・ネットワーク
ネット上では「反ひのきみネット」管理人を務めている。また「メディアの危機を訴える市民ネットワーク」（メキキネット）事務局の一人でもある。

### 「日本のレイシズム」批判
季刊『前夜』第11号「現代日本のレイシズム」特集では「『マンガ嫌韓流』と人種主義」と題して『マンガ嫌韓流』を題材に「植民地支配のあからさまな賛美」に向けた資料・統計の捏造・誤用などを指摘した上で、その表現とロジックを「〈嫌韓流〉話法」または「〈嫌韓流〉的」として定式化した。これら「〈嫌韓流〉的」なあり方を、第二次世界大戦後の日本でレイシズムが表現されるときの特徴的なあり方であると位置づけている。

### 『未来をひらく歴史』
日本・中国・韓国の研究者が編集した学校副教材『未来をひらく歴史』の執筆者である

## 著書

### 単著
- 『朝鮮近代の歴史民族誌 -慶北尚州の植民地経験』（明石書店、2008年）

### 共編著
- （日中韓3国共通歴史教材委員会）『未来をひらく歴史―東アジア3国の近現代史』（高文研、2005年）
- （田中宏）『日韓 新たな始まりのための20章』（岩波書店、2007年）

### 訳書
- 文富軾『失われた記憶を求めて -狂気の時代を考える』（現代企画室、2005年）